# Томи Олдридж
Томи Олдридж (на английски: Tommy Aldridge) е американски рок музикант – барабанист, роден през 1950 година. Името му става популярно вследствие на работата му с такива големи имена в хардрока и хевиметъла като Тин Лизи, Уайтснейк, Гери Мур и Ози Озбърн.

## Дискография

### Black Oak Arkansas
- If an Angel Came to See You ...
- Street Party
- Ain't Life Grand
- X-Rated
- Balls of Fire
- High on the Hog
- King Biscuit Flower Hour Presents Black Oak Arkansas
- Raunch 'N' Roll Live
- Live! Mutha
- Ten Year Over Night Success

### Pat Travers Band
- Heat In The Street
- Live! Go for What You Know
- Crash And Burn (1980)
- Live in Concert
- Radio Active

### Гери Мур
- Dirty Fingers (1983)
- Live at the Marquee (1983)

### Ози Озбърн
- Speak Of The Devil (1982)
- Bark At The Moon (1983)
- Tribute  (1987 but recorded in 1981/1980)

### Уайтснейк
- Slip of the Tongue (1989)
- Live: in The Still Of The Night (2004)
- Live: In The Shadow Of The Blues (2006)

### Manic Eden
- Manic Eden (1994)

### Други
- Ruby Starr – Scene Stealer
- Vinnie Moore – Mind's Eye
- Моторхед – March ör Die
- Steve Fister – Age of Great Dreams
- House Of Lords – Demons Down
- Тин Лизи – One Night Only (2000)
- Тед Наджънт – Full Bluntal Nugity
- Джон Сайкс – 20th Century
- Patrick Rondat – Amphibia – On the Edge